# Loukeenkari, Gustavs
Loukeenkari är en ö i Finland. Den ligger i Skärgårdshavet och i kommunen Gustavs i den ekonomiska regionen  Nystadsregionen i landskapet Egentliga Finland, i den sydvästra delen av landet. Ön ligger omkring 67 kilometer väster om Åbo och omkring 220 kilometer väster om Helsingfors.
Öns area är 11,1 hektar och dess största längd är 0,5 kilometer i sydväst-nordöstlig riktning. Ön höjer sig omkring 10 meter över havsytan.